# Gérard Philipe
Gérard Philipe, egentligen Gérard Albert Philip, född 4 december 1922 i Cannes, död 22 november 1959 i Paris, var en fransk skådespelare.

## Biografi
Philipes far var hotellägare och familjen hoppades på att sonen skulle studera medicin. Istället valde han skådespelaryrket. Han hade en del småroller på scen och film från början av 1940-talet. Philipe fick sitt stora genombrott och blev internationellt känd 1947 i filmen Djävulen i kroppen, där han gjorde en gripande rolltolkning av en blyg yngling som är förälskad i en gift kvinna.
Han blev fransk films ledande stjärna inom den romantiska genren – en stilig, känslig och själfull hjälte – och mycket uppskattad för klassiska rolltolkningar i Jean Vilars Théâtre National Populaire.
Philipe avled i levercancer, 36 år gammal. Han är gravsatt på kyrkogården i Ramatuelle.

## Filmografi i urval
- La boîte aux rêves (1943)
- Djävulen i kroppen (1947)
- Kärlekens hus (1950)
- Den Gyllene Tulpanen (1952)
- Nattens skönheter (1953)
- Rött och svart (1954)
- Oss älskare emellan (1957)
- Montparnasse 19 (1957)
- Revolutionären (1959)
- Farliga förbindelser (1959)